# 首爾社稷壇
首爾社稷壇（：／ Seoul Sajikdan */?）是朝鲜王朝的一处廟壇建築，位於今韓國首爾特別市鐘路區社稷公園內。按照「左廟右社」的原则，用以祭祀社神和稷神，祈求國泰民安、風調雨順。現為第121號史蹟、第177號國寶。
在古代，通常在社稷大祭這一天，由君主及文武百官舉行名為「御駕行列」的巡遊。如今亦保留著同樣的巡遊儀式，從德壽宮出發，沿途經世宗路和光化門等代表性建築，最終抵達社稷公園。